# 埃姆弗里尼地方自治市
埃姆弗里尼地方自治市是南非豪登省瑟迪邦區的三個地方自治市之一。它是該區最西部的地方自治市，佔地987平方公里。
埃姆弗里尼南部毗鄰自由邦省的梅奇瑪后羅地方自治市，東部接壤米德瓦地方自治市，北部相鄰約翰內斯堡市大都會自治市，而西部則鄰接韋斯托納里亞和托羅庫威（波切夫斯特魯姆）自治市。
埃姆弗里尼地方自治市歷史悠久：其概括了英布戰爭、1960年的沙佩維爾屠殺以及1996年在沙佩維爾簽署的南非憲法。
埃姆弗里尼是一個城市化程度很高的自治市，與瑟迪邦區的其他城市相比，其人口以及人口密度都很高。事實上，埃姆弗里尼自治市擁有該地區總人口的80％左右。
自治市位於戰略位置，可以使用維護良好的道路網絡－例如1號國道。法爾河形成埃姆弗里尼自治市的南部邊界；其戰略位置為旅遊業和其他形式的經濟發展提供了許多機會。
埃姆弗里尼有兩個主要的城鎮中心：弗里尼欣和范德拜爾帕克。薩索爾堡位於南部10公里處，橫跨省界。埃姆弗里尼自治市形成了以前被稱為瓦爾三角區的中心地帶，以其對南非鋼鐵工業的貢獻而聞名。其還包括六個大型城鎮（伊瓦頓、瑟布肯、沙佩維爾、博伊帕通、博非隆和茨赫皮索），目前這些城鎮缺乏與其規模相當的設施。
埃姆弗里尼有許多小型定居點，大部分都位於上述城鎮約6公里範圍內，包括：博納內、斯特爾帕克、鄧肯維爾、烏尼塔斯公園、索拉特公園、瓦爾多尼夫特、鲁斯特-特爾-瓦爾、羅什內和德博納亞公園。該地區還包括一些大型住宅區，所有這些區域都需要在基礎設施和環境升級方面進行大量投資。

## 政治
自治市市議會由聯立制選出的90名議員組成。當中45名議員通過45個選區的領先者當選制選舉產生，而其餘45名議員則從政黨名單中選出，因此政黨代表總數與選票總數成正比。在2016年8月3日的選舉中，非洲人國民大會贏得市議會的多數席位。
下表顯示了2016年選舉的結果：
| 政黨 | 政黨                   | 選票    | 選票    | 選票    | 選票  | 席位 | 席位 | 席位 |
| 政黨 | 政黨                   | 選區    | 名單    | 合計    | %     | 選區 | 名單 | 合計 |
| ---- | ---------------------- | ------- | ------- | ------- | ----- | ---- | ---- | ---- |
|      | 非洲人國民大會         | 108,435 | 109,030 | 217,465 | 55.6  | 37   | 13   | 50   |
|      | 民主聯盟               | 48,162  | 48,199  | 96,361  | 24.7  | 8    | 14   | 22   |
|      | 經濟自由戰士           | 23,865  | 23,814  | 47,679  | 12.2  | 0    | 11   | 11   |
|      | 非洲獨立大會           | 3,902   | 5,995   | 9,897   | 2.5   | 0    | 3    | 3    |
|      | 自由陣線加             | 4,354   | 4,186   | 8,540   | 2.2   | 0    | 2    | 2    |
|      | 阿扎尼亞泛非主義者大會 | 1,857   | 1,517   | 3,374   | 0.9   | 0    | 1    | 1    |
|      | 人民大會               | 2,015   | 808     | 2,823   | 0.7   | 0    | 1    | 1    |
|      | 其他政黨               | 2,692   | 2,090   | 4,782   | 1.2   | 0    | 0    | 0    |
| 合計 | 合計                   | 195,282 | 195,639 | 390,921 | 100.0 | 45   | 45   | 90   |
| 廢票 | 廢票                   | 2,543   | 2,696   | 5,239   |       |      |      |      |

## 外部連結
- Official website* （页面存档备份，存于） Emfuleni Local Municipality.